# Georges-Théodule Guilbaud
Pour les articles homonymes, voir Guilbaud.
Georges-Théodule Guilbaud (26 décembre 1912 à Brest - 23 mars 2008 à Saint-Germain-en-Laye,) est un mathématicien français, fondateur et directeur du Centre d'analyse et de mathématiques sociales à l'École pratique des hautes études. Il a joué un rôle important dans la diffusion des méthodes mathématiques dans l'économie et les sciences humaines.

## Biographie
Georges-Théodule Guilbaud est né à Brest le 26 décembre 1912. Son père, d'abord comptable, se tourne vers la chimie à la suite de la Première Guerre mondiale, pendant laquelle il avait été mobilisé au service des explosifs. À partir de 1924, la famille s'installe à Lyon, où Georges Guilbaud devient élève au lycée du Parc. Il acquiert à cette période trois « orientations fondamentales de son existence », « les 3 M », monastères, montagne et mathématiques : il fait sa première retraite dans une abbaye cistercienne, découvre la vallée de la Maurienne où il passera de nombreuses vacances, et prépare les concours d'entrée à l'École normale supérieure et à l'École polytechnique. Admis aux deux en 1932, il choisit la première ; il y est condisciple du futur oratorien et historien des mathématiques, Pierre Costabel.
Guilbaud découvre à cette époque les probabilités et les statistiques grâce à Georges Darmois. Il est reçu à l'agrégation de mathématiques en 1935 et, après son service militaire dans l'artillerie antiaérienne, devient professeur de mathématiques aux lycées de Nevers, de Metz, et après avoir servi sur la ligne Maginot pendant la Deuxième Guerre mondiale, aux lycées de Brest et de Dijon. Pendant l'Occupation, il organise la diffusion clandestine de Témoignage chrétien à Dijon. Il assure aussi des cours de philosophie des sciences à la Faculté des lettres et sciences humaines. Pendant cette période, il publie son premier livre et se marie (il aura deux enfants).
De 1947 à 1955, il obtient un poste de chargé de recherches à l'Institut de science économique appliquée (ISEA), à Paris, dont il deviendra directeur adjoint en 1951. Il enseigne aussi à Sciences Po, à l'école d'application de l'INSEE, à l'Institut de statistique de l'université de Paris (ISUP), où il crée en 1953 un séminaire sur la recherche opérationnelle. Il publie de nombreux articles et ouvrages sur la théorie des jeux, la programmation linéaire, la théorie des décisions collectives, et noue des collaborations avec plusieurs entreprises et des organismes publics de pilotage de l'économie (Conseil supérieur de la comptabilité, commission des comptes).
De 1955 à sa retraite, en 1981, il devient directeur d'études à l'École pratique des hautes études, avec un programme sur les « Méthodes mathématiques des sciences sociales  ». Il fonde un an plus tard la Société française de Recherche opérationnelle, puis en 1958, à l'EPHE, un Groupe de mathématique sociale et de statistique, qui deviendra finalement le Centre d'analyse et de mathématiques sociales de l'École des hautes études en sciences sociales. Entre 1959 et 1963, il est aussi professeur à la Faculté de droit et de sciences économiques de Paris, y mettant en place de nouveaux cours de mathématiques ; il fera de même, pour la Faculté de lettres et de sciences humaines de Nanterre, à partir de 1966.
Il travaille alors sur la combinatoire et l'algèbre, la théorie du choix social, les votes, les systèmes de parenté, la lexicométrie (appliquant la statistique à la linguistique), ainsi que sur la pédagogie des mathématiques. Il collabore ainsi avec des équipes et des chercheurs très variés, de l'anthropologue Claude Levi-Strauss et du psychanalyste Jacques Lacan au compositeur Iannis Xenakis. Il codirige une série d'émissions sur les mathématiques pour la Télévision scolaire.
Un colloque a eu lieu en son honneur en 1986 sur un de ses derniers thèmes de prédilection, l'approximation. Il a lui-même rédigé un ouvrage sur ce thème, Leçons d'à peu-près.

## Prix et honneurs
- Croix de guerre 1939-1945
- Prix Montyon de statistique de l'Académie des sciences en 1957

## Œuvres
- Georges-Théodule Guilbaud et Roger Daval, Le raisonnement mathématique, Paris, Presses universitaires de France, 1945, 152 p..
- Georges-Théodule Guilbaud, Éléments de la théorie mathématique des jeux, Paris, Dunod, coll. « Monographies de la recherche opérationnelle », 1968, 143 p.
- Leçons d'à-peu-près aux Éditions Christian Bourgois, 234 pages, 20 x 13 cm, 1985 puis réédition aux Éditions Diderot, 185 pages, 21 x 15 cms, 1998.
- Une liste complète des publications de Georges-Théodule Guilbaud est donnée dans Mathématiques et sciences humaines 183 (2008), p. 17-23, url: http://msh.revues.org/10753?file=1